# Biermuseum (Lwiw)
Das Museum für Bierbrauerei (ukrainisch Музей пивоваріння) ist ein Biermuseum in der ukrainischen Stadt Lwiw.
Das Museum wurde am 14. Oktober 2005 während der Feier des 290. Jahrestages der ältesten Brauereien in der Ukraine, der Lemberg Brauerei eröffnet.
Das Museum erstreckt sich über eine Fläche von 600 Quadratmetern. Die Ausstellung erzählt über die Geschichte des Bierbrauens in Lemberg und der Lwiwer Brauerei. In der Ausstellung gibt es Modelle und echte Werkzeuge der Industrie des Bierbrauens von der Vergangenheit und Gegenwart, Sammlungen von Bierfässern und Flaschen, Werbemuster und vieles mehr. Die Besucher des Museums haben täglich außer Dienstag die Möglichkeit, sich ein Video über die Brauerei anzusehen, Bier zu probieren uvam.
Das Bierbrauen begann in Lemberg im 16. Jahrhundert; 1533 erhielt die Stadt das Braurecht. Hierbei spielten die Klöster eine große Rolle, in denen Mönchen das Bier brauten. Dank seinen Eigenschaften wurde das Lemberger Bier in ganz Österreich-Ungarn bekannt. Dem Bier ist in Lwiw sogar ein Volksfest gewidmet.

## Abbildungen

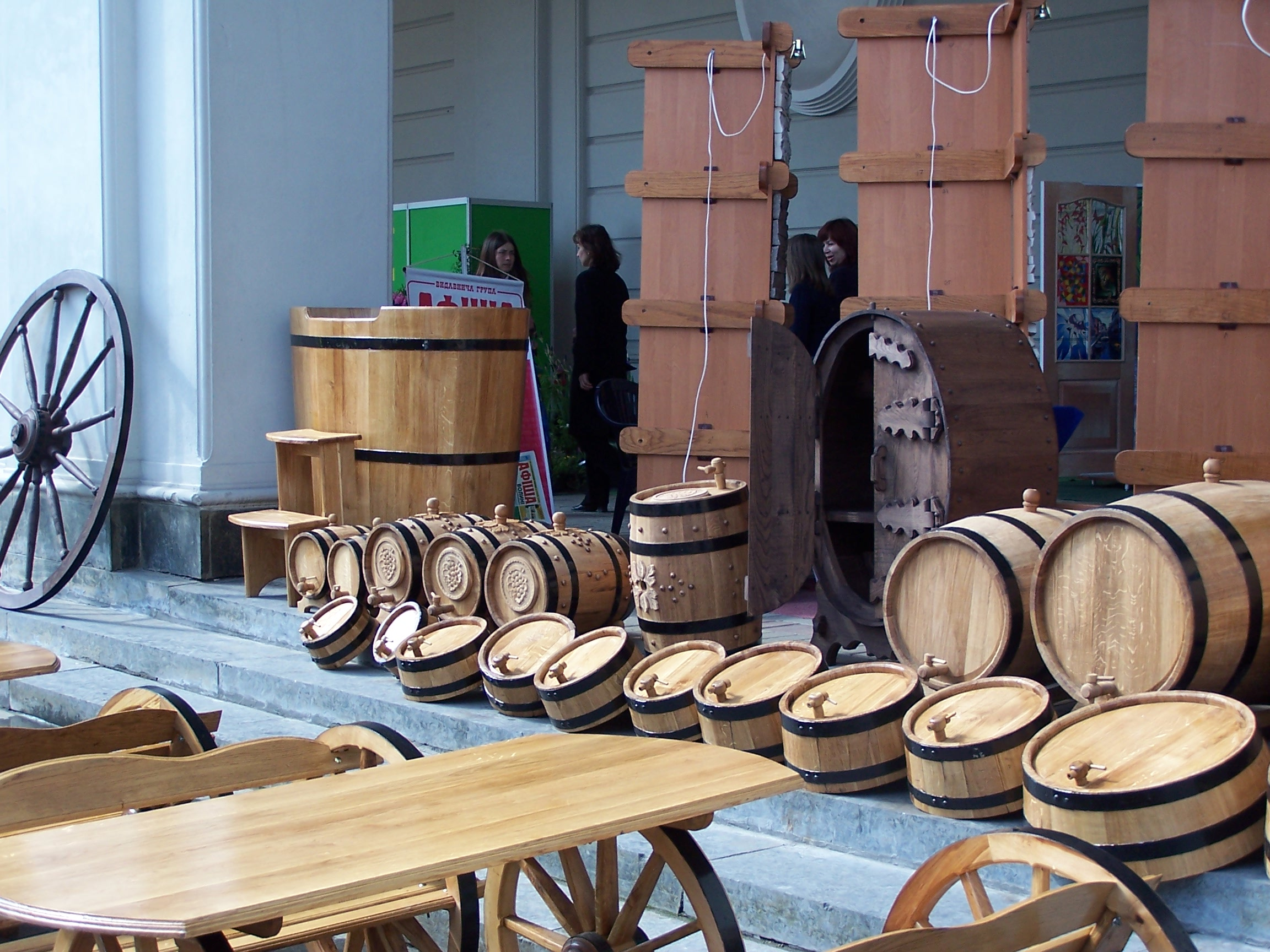
Alte Bierfässer
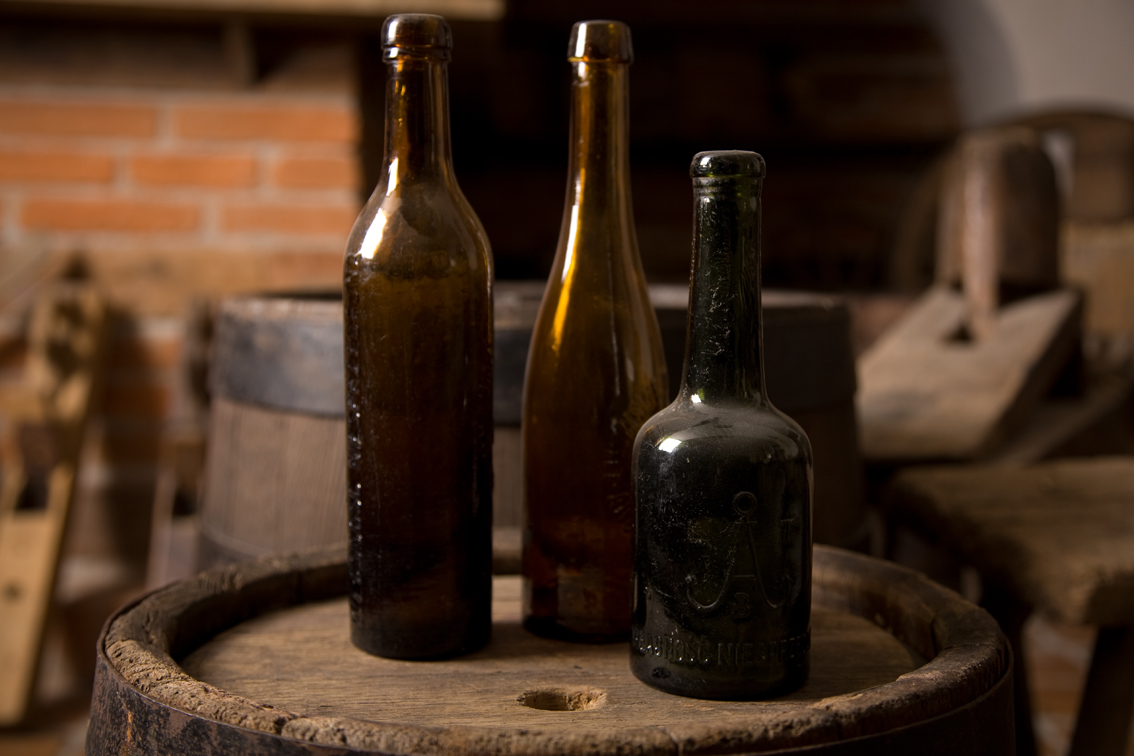
Alte Flaschen im Museum
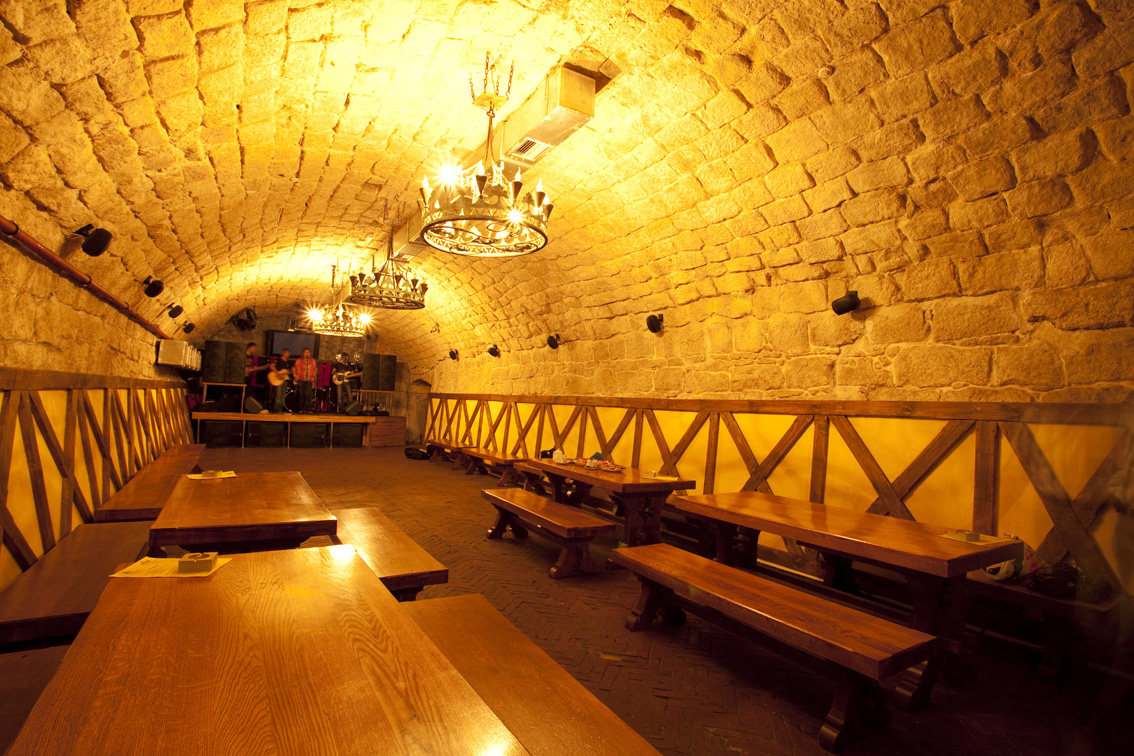
Das Biermuseum in Lemberg
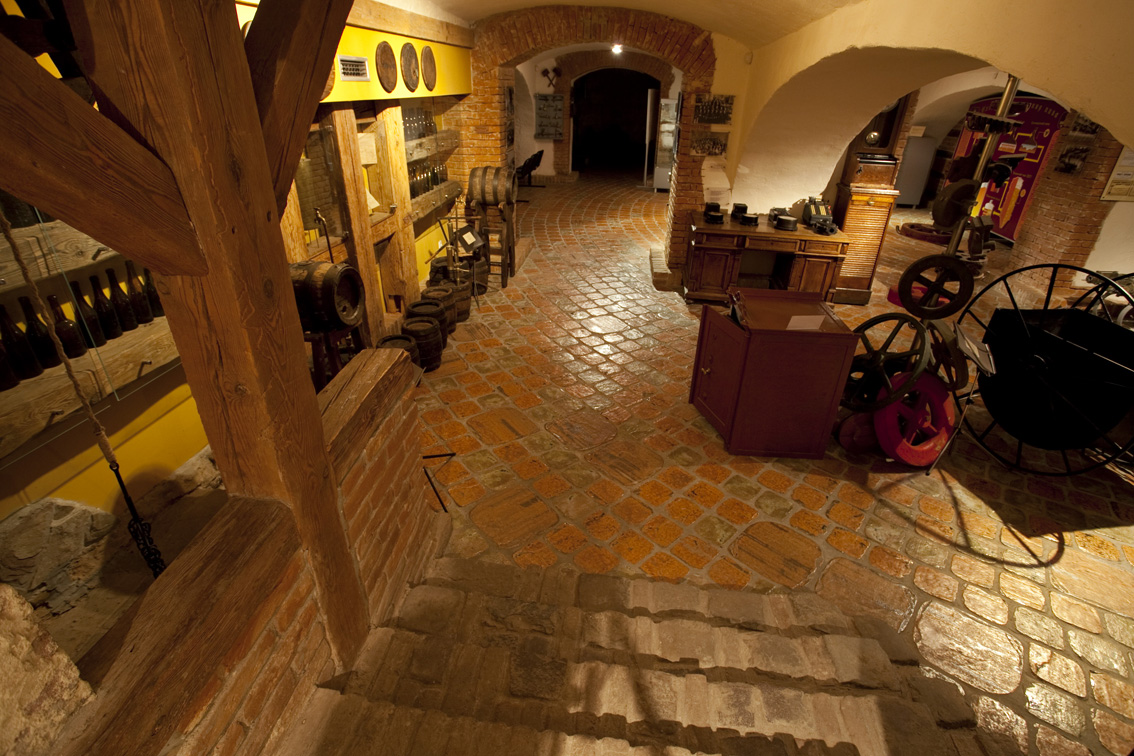
Das Lwiwer Museum von innen